# Ivo Pietzcker
Ivo Pietzcker (* 2002 in Berlin) ist ein deutscher Schauspieler.

## Karriere
Bereits in seinem ersten Film Jack spielte Ivo Pietzcker 2014 die Hauptrolle. Der Film erhielt etliche Preise, unter anderem die Silberne Lola und den Bayerischen Filmpreis für die beste Nachwuchsproduktion. Er erzählt, wie ein zehnjähriger Junge aus dem Heim ausreißt und mit seinem jüngeren Bruder mehrere Tage lang in Berlin seine Mutter sucht. Für seine Darstellung erhielt er großteils positive Kritiken. Björn Becher von Filmstarts meinte, seine Leistung ergebe ein „ergreifendes Porträt“ und sei „nicht hoch genug einzuschätzen“. Beim Preis der deutschen Filmkritik wurde Pietzcker als „bester Darsteller“ nominiert. 
In dem Spielfilm Nebel im August aus dem Jahr 2016 spielte Ivo Pietzcker mit der Verkörperung des 13-jährigen Ernst Lossa erneut eine Hauptrolle. In der Zeit des Nationalsozialismus wird der Junge in einer Pflegeanstalt untergebracht, in der das  Euthanasieprogramm durchgeführt wird. Auch dieser Film wurde preisgekrönt. Bei der Verleihung des Günter-Rohrbach-Filmpreises 2016 erhielt Pietzcker den Preis des Saarländischen Rundfunks.
In der Serie Babylon Berlin (ab 2017) stellt er Moritz Rath dar, als heranwachsender, seinen Platz suchender Neffe und Quasi-Sohn der Hauptfigur Gereon Rath eine bedeutende Nebenrolle.
Ivo Pietzcker wird von keiner Agentur geführt, um die geschäftlichen Dinge kümmert sich sein Vater. Er geht auf die internationale Berlin Metropolitan School.

## Filmografie
- 2014: Jack
- 2016: Nebel im August
- 2017/2020/2022: Babylon Berlin (Fernsehserie)

## Anerkennungen
- Preis der deutschen Filmkritik 2014: Nominierung als „bester Darsteller“ für Jack
- Günter-Rohrbach-Filmpreis 2016: Preis des Saarländischen Rundfunks für seine Darstellung in Nebel im August
- Deutscher Regiepreis Metropolis 2017: Lobende Erwähnung für seine Darstellung in Nebel im August